# فيليلاني مبانغاس
فيليلاني مبانغاس (بالإنجليزية: Phelelani Mpangase)‏ (30 ديسمبر 1983 بديربان في جنوب أفريقيا - ) هو لاعب كرة قدم جنوب أفريقي في مركز الدفاع. لعب مع سوبر سبورت يونايتد وماميلودي صن داونز وNathi Lions F.C. ‏ وبلاتينيوم ستارز ‏.

## وصلات خارجية
- فيليلاني مبانغاس على موقع قاعدة بيانات كرة القدم.إي يو (الإنجليزية)